# 兵庫県立西はりま天文台公園
兵庫県立西はりま天文台公園は 、兵庫県佐用郡佐用町にある「宇宙と人間」をテーマにした公園、生涯学習施設の2012年３月までの名称である。1990年開園。2012年４月より兵庫県立大学自然・環境科学研究所に移管され『天文科学センター』に改名された。

## 概要
口径200cm反射望遠鏡「なゆた」を有する世界最大の公開天文台と、宿泊施設、食堂、広場、花畑等で構成され、それら施設を巡る自然散策道が整備されている。
兵庫県下の小学5年生の学校行事である自然学校が本施設を利用して行われている。

## 施設
- 西はりま天文台
- デイキャンプ場
- イベント広場
- 花畑
- 食堂兼ホール 120席
- レストラン 「カノープス」40席
- フィールドアスレチック
- キャンプファイヤー場

## 宿泊施設
- 家族用ロッジ― 6部屋・定員30名（延床面積423.2m2）
- グループ用ロッジ― 8部屋・120名定員（延床面積772.5m2）

## 所在地
- 〒679-5313 兵庫県佐用郡佐用町西河内407-2

## 交通アクセス
- JR 姫新線・智頭急行 佐用駅からタクシー15分